# Prirodni rezervat Põhja-Kõrvemaa
Prirodni rezervat Põhja-Kõrvemaa (est. Põhja-Kõrvemaa looduskaitseala) je zaštićeno područje u okrugu Harjumaa, sjeverna Estonija, oko 50 km udaljen od glavnoga grada Tallinna. S površinom od 130,9 km2, ovo je treći najveći prirodni rezervat u Estoniji. Dominiraju šume i močvare. Cilj mu je da se zaštite rijetke i ugrožene vrsta, njihova staništa i vrijedni prirodni krajolici. Põhja-Kõrvemaa (na estonskom Sjeverna Kõrvemaa) zauzima sjeverni dio Kõrvemaa veliko šumovito i slabo naseljeno područje proteže se u smjeru sjeveroistoku-jugozapad.
Postoji više od 30 jezera, od kojih je većina manje površine. Postoji veliki broj rijetkih ili ugroženih vrsta koje se mogu naći u Põhja-Kõrvemaa, što je jedan od glavnih razloga zašto ovo području ima status prirodnog rezervata. To je dom velikih predatora kao na primjer sivi vuk, obični ris i mrki medvjed. Mala populacija europske lasice izdržala je do početka 1990-ih, ali sada je nestala kao i u većini Estonije. Zaštićene vrste ptica koje se ovdje mogu naći su crna roda, suri orao, tetrijeb i sivi ždral. Također se može naći u rezervatu Põhja-Kõrvemaa 19 vrsta orhideja (npr. Goodyera repens i Platanthera bifolia).
Põhja-Kõrvemaa je jedan od najposjećenijih zaštićenih područja u Estoniji. To je zbog blizine glavnoga grada Tallinna i njegov njegove dobre prometne povezanosti - na sjeveru je prirodni rezervat omeđen s autocestom Tallinn-Narva (E20) i na zapadu sa sporednom cestom Jägala-Aegviidu-Käravete. Postoji nekoliko planinarskih staza, najduža je Liiapeksi-Aegviidu duga 36 km, koja prolazi kroz prirodni rezervat od sjevera prema jugu, a zatim nastavlja u nacionalni park Lahemaa. 

## Vanjske poveznice
|  | Zajednički poslužitelj ima još gradiva o temi Prirodni rezervat Põhja-Kõrvemaa |